# 幽魂2
《幽魂2》為美國遊戲公司雪樂山在1996發行的PC電子冒險遊戲，是先前作品《幽魂》的續作。
作品風格與前作相同除充斥著恐怖、血腥暴力、性愛的情節元素外，並增加有關性虐恋、同性戀、雙性戀等場景描繪，因此仍是一套分類為限制級的遊戲軟體。

## 遊戲劇情
《幽魂2》劇情與前作無任何相關性，是一套獨立的故事。內容描述著一名叫做科特斯（Curtis）的男子是製藥商「溫特科技」（WynTech）公司的職員，平時住在公寓套房、有著一位女友的他雖乍看之下過著凡人的生活，而科特斯過去卻曾有看到幻覺而住進精神病院的經歷。
某一天夜裡，科特斯在公司的同事鮑伯（Bob）被不明人士以極端殘酷的手法凌虐致死。當科特斯懷疑鮑伯的死亡是否與自己有關時，他發現自己有看到越來越多幻覺的跡象。
在科特斯為幻覺一事所困時，殊不知這一切與他所就職的溫特科技背後進行的一項不為人知的計劃有關。

## 遊戲系統
進行方式與前作《幽魂》相似，為操控遊戲中的角色讓他去檢查或拾獲可能對遊戲進行有幫助的物品，或是透過與周遭人物的對談來讓玩家猜測下一步遊戲橋段進行的方式。
為增加可玩性，遊戲結尾此回採用雙重結局制。《幽魂2》並另外提供可讓劇中不宜未成人觀賞的過場畫面封鎖的選項。

## 遊戲製作
遊戲設計由曾參與雪樂山遊戲《國王密使7》製作的蘿萊·雪楠所擔任。因蘿萊·雪楠個人認為現實生活的都會是最能表現令人恐懼的氣氛，故將《幽魂2》的舞台架構在現代城市裡。而電影《火線追緝令》的內容、及小說家愛倫坡的作品，也對蘿萊·雪楠在遊戲劇本的撰寫上有著影響。
在遊戲畫面上，全為由真人演員在實地場景拍攝後所剪接出的內容，不同於前作是真人演員在色鍵佈景前演出後、合成在遊戲設計師所繪製的畫面裡的方式。《幽魂2》在劇本對白的撰寫上，有著超過200頁的內容，其中在拍攝的場景上有選在西雅圖、華盛頓等地取景，並耗時了從1996年2月至9月期間完成。而拍攝工具方面上採用了Betacam器材，最後成品的影像資訊壓縮格式則選用了TrueMotion規格。
為了完成浩大的拍攝工作，《幽魂2》的製作預算金額約在400萬美元。

## 評價
電玩雜誌《新遊戲時代》評鑑《幽魂2》認為遊戲在視覺畫面上有不差的表現，但有在解謎上的邏輯、以及音樂及劇情上未能像前作般優異的缺點，整體則給予87分的分數。
遊戲評論網站GameSpot未給予《幽魂2》太高的評價，認為作品中有著令人難以理解、不合情理的解題方式、以及陳腔濫調的內容，當遊戲一玩到結束時，只讓人感到浪費了一堆時間。
AdventureClassicGaming網站則認為《幽魂2》的表現低於一般普通的冒險遊戲，並認為可能會因為《幽魂2》的失敗導致雪樂山不再有推出《幽魂3》續作的打算。

## 外部連結
- 雪樂山的《幽魂2》技術支援網頁 （页面存档备份，存于）